# Méru
Méru is een gemeente in het Franse departement Oise (regio Hauts-de-France). De gemeente telde 14.091 inwoners op 1 januari 2022. De plaats maakt deel uit van het arrondissement Beauvais.

## Geschiedenis
In 626 werd het gebied van Méru geschonken aan de koninklijke Abdij van Saint-Denis. De plaats werd in de 9e eeuw geplunderd door de Noormannen. De plaats viel in het graafschap Beauvais. In 1191 kreeg Méru via een charter bepaalde stedelijke privileges. Tijdens de Jacquerie, een boerenopstand in 1358, werd Méru afgebrand en bijna geheel vernield. Van het kasteel van Méru rest enkel de Tour des Conti, naar de prinselijke familie Conti die de plaats gedurende een eeuw (van het einde van de 17e eeuw tot het einde van de 18e eeuw) in bezit had.
In 1787 werd de gemeente Méru opgericht die toen 400 huishoudens telde. In 1839 werd het huidige gemeentehuis gebouwd.
Tijdens het ancien régime waren er veel handwerklieden in Méru, die schrijfleien maar ook kammen, dobbelstenen en gezelschapsspellen maakten. In de 19e eeuw kwam er gespecialiseerde industrie in gelijkaardige luxegoederen: dobbelstenen, dominostenen en pianotoetsen. Tussen 1880 en 1920 waren er in Méru en het naburige Andeville tientallen ateliers die paarlen knopen fabriceerden. Op het einde van de jaren 1950 ging deze industrie ten onder door de massaproductie van plastic knopen. Honderden banen gingen zo verloren.

## Geografie
De oppervlakte van Méru bedroeg op 1 januari 2022 22,83 vierkante kilometer; de bevolkingsdichtheid was toen 617,2 inwoners per km². Door de gemeente stromen de Ru de Méru en de Esches. De autosnelweg A16 loopt door de gemeente.
De onderstaande kaart toont de ligging van Méru met de belangrijkste infrastructuur en aangrenzende gemeenten.

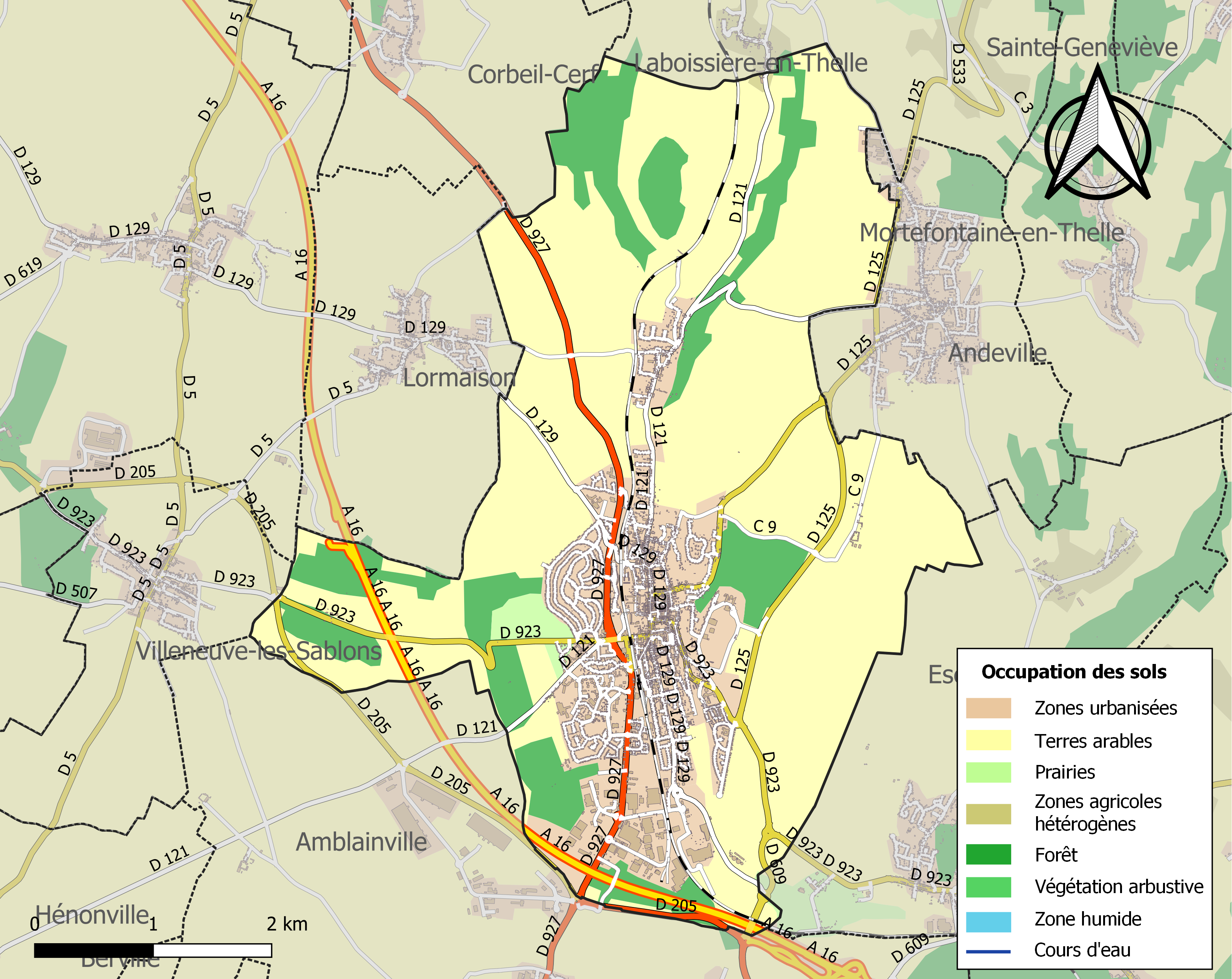

## Demografie
Onderstaande figuur toont het verloop van het inwonertal (bron: INSEE-tellingen).